# Ursus savini
Ursus savini (oso estepario) es una especie de oso extinto, cuyos restos fósiles datan del Pleistoceno medio (hace aproximadamente 700-140 mil años) y sus restos fósiles se han encontrado en Europa.

## Descripción
Este oso era muy similar al conocido oso de las cavernas, pero era mucho más pequeño en tamaño; No debe exceder el tamaño de un oso pardo europeo actual. El cráneo de Ursus savini era pequeño en comparación con el de otros osos, pero muy robusto. Los arcos cigomáticos, por ejemplo, eran extremadamente cortos y anchos. El cráneo, especialmente en los machos, tenía una región frontal muy prominente y tenía un neurocráneo bastante alto. El hocico era muy corto y los senos frontales se extendían muy atrás. El occipucio era muy profundo en el área de la protuberancia externa occipital. Las mandíbulas también eran fuertes y altas, y el proceso coronoide de la mandíbula era vertical.

## Clasificación
Ursus savini se describió por primera vez en 1922, sobre la base de restos fósiles encontrados en suelos del Pleistoceno medio de Inglaterra. Otros fósiles, encontrados en el área de Krasnodar en Rusia, fueron descritos por Borissiak en 1930 como U. spelaeus rossicus. Posteriormente, otros restos bien conservados del área de Mishin Kamik (noroeste de Bulgaria) permitieron comprender que los diversos fósiles encontrados anteriormente pertenecían a una sola especie de oso extinto: las formas más arcaicas se conocen como U. savini, mientras que esos más derivados y recientes (de Rusia y Bulgaria) se conocen como U. savini rossicus.
Parece que Ursus savini, a pesar de ser muy similar en morfología al conocido oso de las cavernas (Ursus spelaeus), en realidad pertenecía a una rama colateral de la evolución del género Ursus, y no sería un descendiente de la línea evolutiva que comenzó con el oso de Deninger (Ursus deningeri), que luego culminó en Ursus ingressus y Ursus spelaeus (Spassov et al., 2017).

## Paleobiología
La población de osos de Mishin Kamik indica que estos animales estaban adaptados a un hábitat que consistía en un mosaico de bosques y áreas abiertas en un terreno montañoso. Ursus savini había desarrollado una capacidad notable para moler alimentos vegetales, pero no tenía grandes habilidades locomotoras (Spassov et al., 2017).